# Klemen
Klemen je moško osebno ime in tudi priimek Klemen

## Izvor in pomen
Ime Klemen izhaja iz latinskega imena Clemens, kar pomeni milostljiv oz. nežen.

## Slovenske izpeljanke
Moške izpeljankeKlement, Klementin, Kliment
Klemen je 43. najbolj pogosto osebno moško ime v Sloveniji. Leta 2004 je bilo 5.646 oz. 0,6 % vseh moških s tem imenom. Klement je 1042. najbolj pogosto moško ime; leta 2004 je bilo tako poimenovanih le 22 moških.
Ženske izpeljankeKlementina
Klementina je edina slovenska ženska oblika imena Klemen. Leta 2004 je to ime imelo 441 žensk (0,0 % vseh žensk), kar to ime uvršča kot 268. najbolj pogosto žensko ime v Sloveniji.

## Tujejezikovne oblike imena
Clement, Clemens, Clementine, Clements, Clemmons, Clemon, Clem, Clementyne, Clementina, Klemens, Klement, Klemes, Kliment, Clemente

## Priimki nastali iz imena
Iz imena Klemen so nastali naslednji priimki: Klemen, Klemenc, Klemenčič, Klemenšek, Klement, Klemše,...

## Slavni ljudje

### Moški
Clem
Clemens
- Clemens Brentano, nemški pisatelj in pesnik (1778-1842)
- Clemens von Podewils-Dürnitz, bavarski politik (1850-1922)
- Franz Clemens Honoratus Hermann Brentano, nemški filozof (1838-1917)
- Clemens Jaeckel, nemški general (1887-1968)
- Clemens Metternich, nemški državnik

Clement
- Charles Clement Armitage, britanski general (1881-1973)
- Clement Attlee, britanski politik (1883-1967)
- Clement Comer Clay, ameriški politik (1789-1866)
- Clement Melvin Craig, ameriški letalski častnik in letalski as
- Clement Seymour Dodd, jamajški glasbeni producent (1932-2004)
- Algernon Clement Fuller, britanski general (1885-1970)
- Clement Dexter Gile, ameriški letalski častnik in letalski as
- Horace Clement Hugh Robertson, avstralski general (1894-1960)
- Victor-Jean-Clement Baron Van Strydonck de Burkel, belgijski general (1879-1961)
- Clement Arthur West, britanski general (1892-1972)

Clément
- Jean-Clément Blanc, francoski general (1897-1982)
- Clément-Marie-Marcel Dornier, francoski general (1881-1975)
- Charles-Léon-Clément Huntziger, francoski general (1880-1941)
- Gaston-Joseph-Clément Jeansotte, francoski general (1895-1984)
- Henri-Clément-Marie-Charles Le Joindre, francoski general (1880-1976)
- Clément Marot, francoski pesnik (1496-1544)
- Henri-Zéphir-Clément Mouflard, francoski general (1883-1969)

Clemente
- Clemente Primieri, italijanski general (1894-1981)

Clements
Clemmons
Clemon
Klemen
- Klemen Aleksandrijski, grški teolog (2. stoletje)
- Klemen Klemen, slovenski raper
- Klemen Rimski, rimski teolog
- Klemen I., papež (med 90-101)
- Klemen II., papež (med 1046-1047)
- Klemen III., papež (med 1187-1191)
- Klemen IV., papež (med 1265-1268)
- Klemen IX., papež (med 1667-1669)
- Klemen V., papež (med 1305-1314)
- Klemen VI., papež (med 1342-1352)
- Klemen VII., papež (med 1523-1534)
- Klemen VIII., papež (med 1592-1605)
- Klemen X., papež (med 1670-1676)
- Klemen XI., papež (med 1700-1721)
- Klemen XII., papež (med 1730-1740)
- Klemen XIII., papež (med 1758-1769)
- Klemen XIV., papež (med 1769-1774)
- Klemen III., protipapež (med 1080-1100)
- Klemen VII., protipapež (med 1378-1395)
- Klemen VIII, protipapež (med 1423-1429)
- sveti Klemen Marija Dvoržak (1751-1820)
- Klemen Bajec, računalničar (*1965)
- sveti Klemen Irski (Clemens Scotus)
- sveti Klemen Ohridski, bolgarski škof (840-916)

Klemens
- Boris Klemens Robert Maria Pius Ludwig Stanislaus Xaver - kralj Bolgarije (1894-1943)
- Klemens August Bavarski, veliki mojster tevtonskega redu (1700-1761)
- Jan Klemens Branicki, poljski plemič in magnat (1689-1771)
- princ Józef Klemens Czartoryski, poljski plemič (1740-1810)
- Klemens Janicki, poljski pesnik (1516-1543)
- Klemens von Ketteler, nemški plemič in diplomat (1853-1900)
- Klemens Kordecki, poljski prior (1603-1673)
- Klemens Kurowski, poljski plemič in senator (1340-1405)
- Klemens Wenzel von Metternich, nemški plemič, politik in državnik (1773-1859)
- Klemens Murańka, poljski smučarski skakalec (1994-)
- Józef Klemens Piłsudski, poljski maršal, general in diktator (1867-1935)
- Klemens Rudnicki, poljski general (1897-1992)
- Karl Klemens Serol, češki filozof (1740-1801)
- Klemens Tomczek, poljski geolog (1860-1884)
- Klemens Zamoyski, poljski plemič (1747-1767)
- Maurycy Klemens Zamoyski, poljski plemič in politik (1871-1939)

Klement
- Klement Gottwald, češki politik (1896-1953)
- Klement Ivančev, bolgarski nogometaš (1989-)
- Klement Jug, slovenski alpinist (1898-1924)
- Klement Slavický, češki skladatelj (1910-1999)
- Klement Steinmetz, avstrijski nogometaš (1915-2001)

Klementia
- Klementia Habsburška (1262-1293)

Klemes
- Klemes Papieliushko, litvanski general (1892-1948)

Kliment
- (Sveti) Kliment Ohridski
- Kliment Jefremovič Vorošilov, sovjetski maršal in politik (1881-1969)

### Ženske
Clementina
Clementine
Clementyne
Klementina
Klementyna
- Klementyna Czartoryska, poljska plemkinja (1780-1852)

## Slovenski literarni Klemeni
- Karel Mauser, Kaplan Klemen, 1965
- Vladimir Bartol, Zgodbe o Simonu Krassowitzu in Klemenutu Jugu, 1935
- Vitomil Zupan, Klement, 1974
- Drago Jančar, Klementov padec, 1988
- Jože Urbanija, Soldat Klement, 2011

## God
V našem koledarju z izborom svetniških imen, udomačenih med Slovenci in njihovimi godovnimi dnevi po novem bogoslužnem koledarju je ime Klemen zapisano 4 krat. Pregled godovnih dni v katerih poleg Klemna godojejo še Milko, Milica, Milivoj, Milojko Miloš, Klementina, Blagica in osebe katerih imena nastopajo kot različice navedenih imen.
- 23. januar, Klemen, škof in mučenec
- 15. marec, Sveti Klemen Marija Dvoržak, redovnik († 15. mar. 1820)
- 27. julij, Klemen Ohridski, učenec sv. Cirila in Metoda
- 23. november, Papež Klemen I., mučenec († 23. nov. 97 ali 101)